# 朱婉琪
朱婉琪（1965年—），臺灣人權律師，台灣法輪功人權律師團發言人，於2003年參與在台灣刑事起訴前中共總書記江澤民、自2009年以來協助多起控告中國大陸來台高層黨政官員違反殘害人群罪的人權訴訟，並推動國際反強摘器官的調查及立法。2015年參與協調「全球聲援中國民眾控告江澤民的刑事舉報聯署活動」，全球已累計37國超過400萬民眾連署。在接受中央廣播電台專訪時，她提出「北京大審」是對中國現代歷史交代的需要，呼籲中國大陸現政權審判江澤民等嚴重迫害者。編有《前所未有的邪惡迫害》一書。

## 生平
朱婉琪曾因多次持合法簽證入境香港但遭遣返，質疑香港政府有「黑名單」，與法輪功學員一起控告香港政府違法，發起港臺間第一起跨海人權訴訟，首席法官馬道立2009年在裁定書中指責香港政府「不坦白」。訴訟期間，朱婉琪自述在香港遭到疑似為「中共特務」的不明人士恐嚇威脅。
朱婉琪常為中國維權律師的困難處境奔走發聲，例如在中央廣播電台專訪中講述北京著名律師高智晟遭迫害關押情況；高智晟曾自述在中國大陸監獄遭遇公安警察的非人道虐待酷刑、被迫抹黑自己。

### 參與控訴香港政府暴力遣返台灣法輪功學員案
2003年與2007年分別有80名與800多名持合法簽證的台灣法輪功學員於入境香港時遭警察強制遣返，還有人在強制遣返的過程中受傷，為了爭取應有的人權，由其中四位學員代表向香港法院提出控訴。本案原告之一，同時也是美國人權法律協會亞洲區執行長朱婉琪律師表示，這是香港政府配合北京打壓法輪功所進行的暴力遣返，已經破壞了香港一國兩制的可信度，台灣法輪功學員提出的司法覆核，主要是要求香港維持司法獨立，維護一國兩制精神以及還給台灣民眾一個公道。歷經六年時間的司法程序，香港高等法院於2009年裁定（上訴案件編號 CACV 119/2007）法輪功學員敗訴，首席法官馬道立於判決書中雖嚴厲指責被告港府不坦白、始終都沒有提出拒絕原告入境的真實理由及證據，但最後卻以原告法律技術層面上的不足為由，駁回學員的上訴，當中判詞和最後裁定的結果前後矛盾，引起部份法界人士的困惑。

### 推動禁止人權重罪共官入境
她參與推動禁止嚴重違反人權的中國大陸黨政官員進入台灣。2010年12月由中華民國立法院無異議通過，要求主管機關（法務部、陸委會、移民署）詳查申請來台的中華人民共和國政府官員及中共高幹，有無嚴重違反人權情事，一旦發現，應即列為不受歡迎人物，不發予入境許可、不准許入台，中華民國政府並應通令要求各級政府機關及民間組織 對該等人士「拒絕邀訪、不歡迎、不接待」，以踐行「人權立國」之國策、維護民主法治之國際形象。至2011年5月，台灣共16個縣市議會，包括新北市、桃園縣、台中市、台南市、高雄市等，亦通過此決議案。

### 推動國際反強摘器官調查與立法
她參與推動立法院決議救援中國大陸良心犯、譴責中國共產黨政權「活摘器官」；並推動台灣關於器官移植的修法。立法院於2012年12月11日，全體無異議通過決議，要求中華民國政府關注被關押的4033名中國大陸良心犯，並要求政府應依《公民與政治權利國際公約》第18條以制定相關國內法令予以救援及協助，以落實兩公約實踐及順應國際潮流，並譴責「活摘器官天理難容」。；朱婉琪對此稱，「千百萬的法輪功良心犯正面臨酷刑以及被活摘器官的危險。這份名單能夠經過國會順利通過，對兩岸三地來講是非常好的事情。」
2022年12月，朱婉琪在出席一場國際記者會中指出，活摘暴行有幾個重要層面，先是前中共中央總書記江澤民迫害法輪功，是全球譴責的暴行；台灣人去中國換器官，甚至有醫師赴中協助不法移植，台灣人成為活體需求面；柬埔寨人口販運活摘器官，許多台灣人是受害者，又是人口販運的加害者。立法制止有其迫切性。

### 推動全球連署舉報审判判江澤民
參與2003年於台灣刑事起訴前中共中央總書記江澤民、2009年以來多起控告中國大陸來台高層黨政官員違反殘害人群罪的人權訴訟。在接受中央廣播電台專訪時，她提出「北京大審」是對中國現代歷史交代的需要，呼籲中華人民共和國政府審判江澤民等嚴重迫害者，並推動全球民眾連署向中國最高檢察院、最高法院舉報江澤民，2018年4月累計32國278萬人連署。

## 外部連結
- 朱婉琪律師臉書
- 朱婉琪律師博客TheresaChu.net
- 書籍《前所未有的邪惡迫害-滅絕人類的善性 （页面存档备份，存于）》[35]
- 2016年2月投書〈終結一場17年不止的人權災難〉 （页面存档备份，存于）